# Rohrbach bei Mattersburg
Rohrbach bei Mattersburg is een gemeente in de Oostenrijkse deelstaat Burgenland, gelegen in het district Mattersburg (MA). De gemeente heeft ongeveer 2700 inwoners.

## Geografie
Rohrbach bei Mattersburg heeft een oppervlakte van 15,2 km². Het ligt in het uiterste oosten van het land.
Antau · Bad Sauerbrunn · Baumgarten · Draßburg · Forchtenstein · Hirm · Krensdorf · Loipersbach · Marz · Mattersburg · Neudörfl · Pöttelsdorf · Pöttsching · Rohrbach bei Mattersburg · Schattendorf · Sieggraben · Sigleß · Wiesen · Zemendorf-Stöttera
- Gemeinsame Normdatei: 4441682-9
- Virtual International Authority File: 248262914